# Верккосарі
Верккоса́рі (рос. Верккосари, фін. Verkkosaari) — невеликий скелястий острів у Ладозькому озері, частина Західного архіпелагу. Територіально належить до Лахденпохського району Карелії, Росія.
Острів витягнутий із заходу на схід на 1,3 км, ширина до 0,5 км. Західна частина вкрита лісами.